# Oscar de melhor documentário de longa-metragem
Oscar de melhor documentário (longa-metragem) (no original em inglês Academy Award for Best Documentary Feature, inicialmente chamado de Best Documentary), é uma categoria de premiação do Óscar referente a escolha de melhor produção cinematográfica do tipo documental; é um prêmio anual que começou a ser concedido em 1943 pela Academia de Artes e Ciências Cinematográficas dos Estados Unidos, a uma produção de longa duração (acima de 40 minutos) que retrata a realidade, produzido no ano anterior ao da realização da cerimônia.

## Indicados e vencedores
Lista incompleta de filmes indicados e vencedores do prêmio Oscar de melhor documentário (longa-metragem):

### Década de 1990

#### 1999
- The Last Days
- Dancemaker
- The Farm: Angola, USA
- Lenny Bruce: Swear to Tell the Truth
- Regret to Inform

#### 1998
- The Long Way Home
- 4 Little Girls
- Ayn Rand: A Sense of Life
- Colors Straight Up
- Waco: The Rules of Engagement

#### 1997
- When We Were Kings
- The Line King: The Al Hirschfeld Story
- Mandela
- Suzanne Farrell: Elusive Muse
- Tell the Truth and Run: George Seldes and the American Press

### Década de 2010

#### 2019
- Free Solo dirigido por Elizabeth Chai Vasarhelyi e Jimmy Chin
- Hale County This Morning, This Evening dirigido por RaMell Ross
- Minding the Gap dirigido por Bing Liu
- Kinder des Kalifats dirigido por Talal Derki
- RBG dirigido por Betsy West e Julie Cohen

#### 2018
- Icarus dirigido por Bryan Fogel e Dan Cogan
- Abacus: Small Enough to Jail' dirigido por Steve James, Mark Mitten e Julie Goldman
- Faces Places dirigido por	Agnès Varda, JR e Rosalie Varda
- Last Men in Aleppo dirigido por Feras Fayyad, Kareem Abeed e Søren Steen Jespersen
- Strong Island dirigido por Yance Ford e Joslyn Barnes

#### 2017
- O.J.: Made in America dirigido por Ezra Edelman e Caroline Waterlow
- 13th dirigido por Ava DuVernay, Spencer Averick e Howard Barish
- Fuocoammare dirigido por Gianfranco Rosi e Donatella Palermo
- I Am Not Your Negro dirigido por Raoul Peck, Rémi Grellety e Hébert Peck
- Life, Animated dirigido por Roger Ross Williams e Julie Goldman

#### 2016
- Amy dirigido por Asif Kapadia
- Cartel Land dirigido por Matthew Heineman e Tom Yellin
- The Look of Silence dirigido por Joshua Oppenheimer e Signe Byrge Sørensen
- What Happened, Miss Simone? dirigido por Liz Garbus, Amy Hobby e Justin Wilkes
- Winter on Fire dirigido por Evgeny Afineevsky e Den Tolmor

#### 2015
- Citizenfour dirigido por Laura Poitras, Mathilde Bonnefoy e Dirk Wilutzky
- Finding Vivian Maier dirigido por John Maloof e Charlie Siskel
- Last Days in Vietnam dirigido por Rory Kennedy e Keven McAlester
- Virunga dirigido por Orlando von Einsiedel e Joanna Natasegara
- O Sal da Terra dirigido por Wim Wenders, Lélia Wanick Salgado e David Rosier

#### 2014
- 20 Feet from Stardom dirigido por Morgan Neville, Caitrin Rogers e Gil Friesen
- The Act of Killing dirigido por Joshua Oppenheimer e Signe Byrge Sørensen
- Cutie and the Boxer dirigido por Zachary Heinzerling e Lydia Dean Pilcher
- Dirty Wars dirigido por Richard Rowley e Jeremy Scahill
- The Square dirigido por Jehane Noujaim e Karim Amer

#### 2013
- Searching for Sugar Man dirigido por Malik Bendjelloul e Simon Chinn
- 5 Broken Cameras dirigido por Emad Burnat e Guy Davidi
- The Gatekeepers dirigido por Dror Moreh, Philippa Kowarsky e Estelle Fialon
- How to Survive a Plague dirigido por David France e Howard Gertler
- The Invisible War dirigido por Kirby Dick e Amy Ziering

#### 2012
- Undefeated dirigido por T. J. Martin, Dan Lindsay e Richard Middlemas
- Hell and Back Again dirigido por Danfung Dennis e Mike Lerner
- If a Tree Falls: A Story of the Earth Liberation Front dirigido por Marshall Curry e Sam Cullman
- Paradise Lost 3: Purgatory dirigido por Joe Berlinger e Bruce Sinofsky
- Pina dirigido por Wim Wenders e Gian-Piero Ringel

#### 2011
- Inside Job dirigido por Charles Ferguson e Audrey Marrs
- Exit Through the Gift Shop dirigido por Banksy e Jaimie D'Cruz
- Gasland dirigido por Josh Fox e Trish Adlesic
- Restrepo dirigido por Tim Hetherington e Sebastian Junger
- Lixo Extraordinário dirigido por Lucy Walker e Angus Aynsley

#### 2010
- The Cove dirigido por Louie Psihoyos e Fisher Stevens
- Burma VJ dirigido por Anders Østergaard e Lise Lense-Møller
- Food, Inc. dirigido por Robert Kenner e Elise Pearlstein
- The Most Dangerous Man In America dirigido por Judith Ehrlich e Rick Goldsmith
- Which Way Home dirigido por Rebecca Cammisa

### Década de 2000

#### 2009
- The Betrayal
- Encounters at the End of the World
- The Garden
- Man on Wire
- Trouble the Water

#### 2008
- Taxi to the Dark Side, de Alex Gibney e Eva Orner
- No End in Sight, de Charles Ferguson e Audrey Marrs
- Operation Homecoming, de Richard E. Robbins
- Sicko, de Michael Moore
- War/Dance, de Andrea Nix Fine e Sean Fine

#### 2007
- An Inconvenient Truth, de Davis Guggenheim
- Deliver Us from Evil
- Iraq in Fragments
- Jesus Camp
- My Country, My Country

#### 2006
- La Marche de l'Empereur, de Luc Jacquet
- Darwin's Nightmare
- Enron: The Smartest Guys in the Room
- Murderball
- Street Fight

#### 2005
- Born into Brothels
- Super Size Me
- The Story of the Weeping Camel
- Tupac: Ressurrection
- Twist of Faith

#### 2004
- The Fog of War
- Balseros
- Capturing the Friedmans
- My Architect
- The Weather Underground

#### 2003
- Bowling for Columbine
- Daughter from Danang
- Prisoner of Paradise
- Spellbound
- Winged Migration

#### 2002
- Murder on a Sunday Morning
- Children Underground
- Lalee's Kin: The Legacy of Cotton
- Promises
- War Photographer

#### 2001
- Into the Arms of Strangers: Stories of the Kindertransport
- Legacy
- Long Night's Journay into Day
- Scottsboro: An American Tragedy
- Sound and Fury

#### 2000
- One Day in September
- Buena Vista Social Club
- Genghis Blues
- On the Ropes
- Speaking in Strings

### Década de 2020
| Ano         | Filme                             | Direção                                                              |
| ----------- | --------------------------------- | -------------------------------------------------------------------- |
| 2020 (92.ª) | American Factory                  | Steven Bognar e Julia Reichert                                       |
| 2020 (92.ª) | The Cave                          | Feras Fayyad, Kirstine Barfod e Sigrid Dyekjær                       |
| 2020 (92.ª) | Democracia em Vertigem            | Petra Costa, Joanna Natasegara, Shane Boris e Tiago Pavan            |
| 2020 (92.ª) | For Sama                          | Waad Al-Kateab e Edward Watts                                        |
| 2020 (92.ª) | Medena zemja                      | Ljubo Stefanov, Tamara Kotevska e Atanas Georgiev                    |
| 2021 (93.ª) | My Octopus Teacher                | Pippa Ehrlich, James Reed e Craig Foster                             |
| 2021 (93.ª) | Colectiv                          | Alexander Nanau e Bianca Oana                                        |
| 2021 (93.ª) | Crip Camp                         | Nicole Newnham, Jim LeBrecht e Sara Bolder                           |
| 2021 (93.ª) | The Mole Agent                    | Maite Alberdi e Marcela Santibáñe                                    |
| 2021 (93.ª) | Time                              | Garrett Bradley, Lauren Domino e Kellen Quinn                        |
| 2022 (94.ª) | Summer of Soul                    | Questlove                                                            |
| 2022 (94.ª) | Ascension                         | Jessica Kingdon                                                      |
| 2022 (94.ª) | Attica                            | Stanley Nelson e Traci A. Curry                                      |
| 2022 (94.ª) | Flugt                             | Jonas Poher Rasmussen                                                |
| 2022 (94.ª) | Writing with Fire                 | Rintu Thomas e Sushmit Ghosh                                         |
| 2023 (95.ª) | Navalny                           | Daniel Roher, Odessa Rae, Diane Becker, Melanie Miller e Shane Boris |
| 2023 (95.ª) | A House Made of Splinters         | Simon Lereng Wilmont e Monica Hellström                              |
| 2023 (95.ª) | All That Breathes                 | Shaunak Sen, Aman Mann e Teddy Leifer                                |
| 2023 (95.ª) | All the Beauty and the Bloodshed  | Laura Poitras, Howard Gertler, John Lyons, Nan Goldin e Yoni Golijov |
| 2023 (95.ª) | Fire of Love                      | Sara Dosa, Shane Boris e Ina Fichman                                 |
| 2024 (96.ª) | 20 dniv u Mariupoli               | Mstyslav Chernov                                                     |
| 2024 (96.ª) | Bobi Wine: The People's President | Moses Bwayo, Christopher Sharp e John Battsek                        |
| 2024 (96.ª) | La memoria infinita               | Maite Alberdi                                                        |
| 2024 (96.ª) | Les Filles d'Olfa                 | Kaouther Ben Hania e Nadim Cheikhrouha                               |
| 2024 (96.ª) | To Kill a Tiger                   | Nisha Pahuja, Cornelia Principe e David Oppenheim                    |
| 2025 (97.ª) | No Other Land                     | Yuval Abraham, Basel Adra, Rachel Szor e Hamdan Ballal               |
| 2025 (97.ª) | Black Box Diaries                 | Shiori Itō                                                           |
| 2025 (97.ª) | Porcelain War                     | Brendan Bellomo e Slava Leontyev                                     |
| 2025 (97.ª) | Soundtrack to a Coup d'Etat       | Johan Grimonprez                                                     |
| 2025 (97.ª) | Sugarcane                         | Julian Brave NoiseCat e Emily Kassie                                 |